# La Lunette d'approche
 (février 2025).
Si vous disposez d'ouvrages ou d'articles de référence ou si vous connaissez des sites web de qualité traitant du thème abordé ici, merci de compléter l'article en donnant les références utiles à sa vérifiabilité et en les liant à la section « Notes et références ».
La Lunette d'approche est un tableau du peintre belge René Magritte réalisé en 1963. Cette huile sur toile surréaliste représente une fenêtre à travers les vitres de laquelle on aperçoit la mer sous un ciel bleu aux nuages blancs, mais dont l'entrebâillement ne laisse voir qu'un noir profond, peut-être celui de la nuit. L'œuvre est conservée au sein de la Menil Collection, à Houston, au Texas, dans le Sud des États-Unis.